# Gamera
Gamera (ガメラ) a japán Daiei filmstúdió kitalált, teknősszerű kaidzsú (óriásszörny) karaktere. A Tóhó stúdió Godzilla filmjeinek sikere az 1960-as évek során számos utánzatot inspirált, melyek közül az 1965-ös Gamera címszereplője a legismertebb.
A két szörny között több párhuzam fedezhető fel, azonban Gamera köré idővel kialakult egy egyedi univerzum és mozifilm-franchise, aminek okán Japán leghíresebb kaidzsú karakterei között tartják számon. A Daiei 2002-es végleges csődbemenése után Gamera a stúdiót felvásárló Kadokawa Shoten kiadó Kodakawa Pictures filmrészlegének tulajdona lett.

## Jellemzők
Gamera egy óriási ősteknős. Eredeti megjelenésében 60 méter magas és 80 tonna súlyú. Képes két és négy lábon is közlekedni, kezeivel fogni. Szájában fogak és két hatalmas agyar van. Legjellegzetesebb képessége, hogy végtagjait páncéljába visszahúzva repülni tud, miközben a páncél nyílásaiból sugarakat lövell. Repülés közben forog, de ha csak hátsó lábait húzza be, egyenesen is képes repülni, elérve akár a 3 Mach sebességet. Víz alatt 150 csomóval tud úszni. Másik fő vonása a tűzokádás képessége. Petróleum-alapú anyagokkal, szénnel, tűzzel, nukleáris fegyverekkel és egyéb, hőhöz köthető anyagokkal táplálkozik, innen nyeri az energiát képességeihez. Képes a víz alatt és az űrben is életben maradni, saját erejéből bolygóról bolygóra utazni.
A Heiszei széria filmjeiben 80 méter magas és 120 tonnás, repülősebessége 3,5 Ma, vízalatti sebessége 180 csomó. Ezekben a filmekben Gamera további képességeket nyer: könyökéből fegyverként használható csonttöviseket növeszt, szájából képes plazmagolyókat lőni. Magába tudja szívni a Föld energiáját (a „mannát”), és mentális úton akár emberekét is, ami által új erőket nyer, de ez a bolygó és az élőlényeinek rovására megy. Így képes például a mellkasát plazmaágyúvá alakítani vagy puszta energiából egy tűzkart alkotni magának, amikor saját karját harc közben elveszti.
A páncélzata ellenáll az emberi fegyvereknek és a legtöbb óriásszörny támadásának. Hasa azonban puhább és védtelen. Másik gyengéje a hideg.
Gamera az első filmben ellenségként szerepel, egyedül a gyerekekre van tekintettel. Későbbi filmjeiben, miután több óriásszörnytől megvédte a Földet, a gyerekek fő védelmezőjévé válik.
Godzillával ellentétben Gamera oldalán nem harcolnak más szörnyek. Legfőbb visszatérő ellenfelei a Gyaos nevű repülőszörny-faj példányai.
Neve a japán kame (カメ), azaz teknős szóból és a -ra (ラ) képzőből származik. A -ra számos japán filmszörny nevében szerepel, s nyugati megfelelője a -zilla, lefordítva a Gamera tehát nagyjából annyit tesz, „Teknős-zilla”.

## Eredete
Az eddig elkészült három Gamera filmszéria három eltérő eredettörténetet írt a szereplő köré. A Sóva korszaki eredeti filmek szerint Gamera egy őskorból származó óriásteknős, amely a sarki jég alá fagyott. Az eszkimók legendái Gamerának nevezik, és kőfaragványaikból kiderül, hogy a nép korábban is találkozott ilyen lényekkel. A 60-as évek során egy szovjet bombázóhadat amerikai vadászgépek támadnak meg, mivel azok az Egyesült Államok légterében repültek. Az egyik szovjet gép lezuhan, és a bombák robbanása kiszabadítja az állatot a jég fogságából.
A Heiszei széria szerint Gamerát régen Atlantisz népe teremtette, hogy megvédje a Földet a Gyaosok támadásától. Egy kőtömbbe zárva lebegett a Csendes-óceánon, ahol emberek fedezik fel. Kiderül, hogy az atlantisziak számos másik Gamerát is létrehoztak a lény tökéletesítése előtt.
A Millennium széria szerint az eredeti Gamera 1973-ban feláldozta magát. 2006-ban egy fiú egy különleges teknőstojást fedez fel, amiből egy új Gamera kel ki, aki gazdájától a Toto nevet kapja. Felnőve szert tesz faja képességeire.

## Filmek
A Gamera filmek, mint a legtöbb japán óriásszörny-filmszéria, számos korszakra oszthatók. Magyar szinkronnal egyedül a Gamera: Újjászületés című animesorozathoz készült.

### Sóva széria
A sorozat komoly hangvitelű kaidzsú filmsorozatként indult, de főleg a gyerekek körében vált népszerűvé, ezért a későbbi epizódok inkább a fiatalabb korosztályt célozták meg. Jellemzők a gyerekfőszereplők, archív felvételek használata időkitöltésként, és a leegyszerűsített történetek.
- 1965: Daikaidzsú Gamera (Giant Monster Gamera)
  - 1966: Gammera the Invincible, amerikai változat. Magyarországon az AXN csatorna vetítette angol nyelven.[6]
- 1966: Daikaidzsú Kettó: Gamera tai Barugon (Gamera VS Barugon)
- 1967: Daikaidzsú kúcsúszen: Gamera tai Gjaoszú (Gamera VS Gyaos)
- 1968: Gamera tai ucsu kaidzsú Bairaszu (Gamera VS Viras)
- 1969: Gamera tai daiakudzsu Giron (Gamera VS Guiron)
- 1970: Gamera tai Daimadzsu Dzsaiga (Gamera VS Jiger)
- 1971: Gamera tai Sinkai kaidzsú Dzsigura (Gamera VS Zigra)
- 1980: Ucsu kaidzsú Gamera (Gamera Super Monster)

### Heiszei széria
Kaneko Suszuke filmtrilógiája, mely végig megőrizte komoly hangulatát. Kibővítette a mitológiát, kitért az óriásszörnyek létezésének lehetséges hatásaira, és a korhoz és költségvetéshez képest fejlett speciális effektusokat alkalmazott. A trilógia a korábbi részekkel ellentétben pénzügyi és kritikai siker volt, nyugaton és keleten is sokan a műfaj legjobbjai közé sorolják.
- 1995: Gamera daikaidzsú kucsu kesszen (Gamera: Guardian of the Universe)
- 1996: Gamera 2: Region surai (Gamera 2: Advent of Legion)
- 1999: Gamera 3: Irisz kakuszei, (Gamera 3: Awakening of Irys)

### Millennium korszak
A mindössze egy filmet magába foglaló korszak ismét a gyerekeket célozta meg. Itt a fiatal Totót egy élő sarkantyús teknős alakította.
- 2006: Csíszaki júsa-tacsi: Gamera (Gamera the Brave)

### Reiva korszak
2022 novemberében bejelentették, hogy a Netflix közreműködésével új Gamera projekt van készülőben, mely a kaidzsú műfaj Reiva-korába tartozik. A 2023-ban elkészült Gamera: Újjászületés (Gamera: Rebirth, ガメラ-リバース-, átírva Gamera Ribászu) címet viselő mű egy hat részből álló, interneten bemutatott anime sorozat, másnéven Original Net Animation vagy ONA. Szesita Hirojuki rendezése alatt a sorozat számítógépes animációját az ENGI nevű cég készítette.  Ez a franchise első tagja, melyhez magyar szinkron is készült.
Kaneko Suszuke rendező állítása szerint ő is tervbe vett egy új Gamera feldolgozást, mielőtt megtudta, hogy a Kadokawa stúdió már eleve dolgozott a saját művükön. Reméli, hogy a későbbiekben ő is visszatérhet a szériához.

## Egyéb média
A Dark Horse Comics 1996-ban adta ki a négy számot megélt Gamera: The Guardian of the Universe című képregénysorozatot.
Több videójáték is megjelent a franchise-ról, melyek Japánban voltak elérhetők:
- Gamera: Daikaijuu Kutyu Kessen (Gamera: Guardian of the Universe) – Game Boy, 1995
- Gamera - Gyaosu Gekimetsu Sakusen (Gamera: Gyaos Destruction Strategy) – Super Famicon, 1995
- Gamera: The Time Adventure – Bandai Playdia, 1995
- Gamera 2000 – PlayStation 1, 1997
- Shī Aru Gamera - Batoru Pachinko (CR Gamera) – pacsinko, 2009
- Gamera Batoru (Gamera: Battle) – mobiljáték, 2012

## El nem készült művek
2005-ben a Cartoon Network rajzfilmcsatorna megszerezte Gamera jogait, s egy 2007-ben bemutatandó animációs sorozatot szerettek volna gyártani róla. Ez azonban nem valósult meg.
2014 márciusában az Amiami áruház oldalán kínált Tokusatsu Newtype magazin 2014-es nyári számának termékleírása miatt felröppent a hír, hogy a Kadokawa Pictures új film készítésébe fog. 2015 októberéig nem érkezett egyéb megerősítés, amikor is a New York Comic-Con rendezvény keretében közzétettek egy rövid tesztfilmet, amivel a széria 50. évfordulóját ünnepelték. A korai híresztelések szerint egy teljes filmet is tervbe vettek, de a rövidfilmen kívül más nem került kiadásra.

## Jelentőség
Bár nem olyan szinten, mint a Godzilla filmek szereplői, Gamera is a japán kaidzsú műfaj leghíresebb figurái közé tartozik, és hatással volt mind a keleti, mind a nyugati popkultúrára. A legtöbb 60-as évekbeli japán filmszörnyeteggel ellentétben Gamera főleg a gyerekekhez szólt, így tett szert önálló piacra. Gamera és társszörnyei, vagy valamilyen utánzatuk, paródiájuk számos ismert műben szerepeltek, úgy mint A Simpson családban (10. évad, 23. epizód zárópoénja) vagy a Pokémon franchise-ban (a Squirtle nevű, teknősszerű Pokémon forgótámadása). Torijama Akira mangaka Dr. Slump és Dragon Ball című műveiben is megjelenik Gamera lekicsinyített változata, utóbbiban például Zseniális Teknőst szolgálja.
A filmszéria a 70-es, 80-as évek Amerikájában az olyan délutáni szörnyfilm-matinék révén tett szert viszonylagos ismertségre, mint a Creature Double Feature, illetve a Mystery Science Theater 3000 című, 1990-es évekbeli kultuszsorozatban is bemutatták is kiparodizálták a legtöbb első-szériás Gamera filmet. Magyarországon a Max's Midnight Movies sorozat keretében került bemutatásra az eredeti film amerikai változata. Egyéb országok forgalmazói sajátosan viszonyultak a kaidzsú filmekhez: Nyugat-Németországban például a Gamera vs. Barugon-t megtévesztően egy Godzilla műként adták ki, Barugon nevét Godzillára, Gamera nevét pedig Barugonra változtatták.
A Gamera márka többször visszahatott ihletőjére, a Godzilla franchise-ra. A 60-as évek romló jegyeladásai és fogyatkozó költségvetései miatt Tanaka Tomojuki, a Godzilla filmek producere, közvetlenül a Gamera filmekhez fordult, hogy leutánozza gyors és költséghatékony gyártásai technikáikat. 1970 márciusában, az Expo '70 nevű oszakai világkiállításon a rivális Daiei és Tóhó stúdiók egy tíznapos jelmezes előadás során egymásnak uszították a két szörnyet. Egy Godzilla film készítése Kaneko Suszuke egyik fő vágya volt, azonban a 90-es évek elején a Tóhó elutasította ezt a még ismeretlennek számító rendezőt. Később a Heiszei korszakos Gamera filmek sikerét látva a stúdió visszahívta Kanekót, és a rendezésében megjelent Godzilla, Mothra and King Ghidorah: Giant Monsters All-Out Attack a Millennium korszak legsikeresebb Godzilla filmje lett.
A University of Maryland Gamera I és Gamera II nevű emberi meghajtású helikopterei az ő nevét őrzik. Az egyetem kabalaállata egy gyémántteknős, így a gépek a filmszereplőhöz hasonlóan repülő teknősöknek tekinthetők. 2011-ben egy Gamera nevű sarkantyús teknős, akinek amputált lábát egy görgőre cserélték, bekerült a hírekbe. A késő kréta korban élt ősteknős, a Gamerabaena sonsalla szintén a nevét viseli.